# Opérateur hypoelliptique
En mathématiques, un opérateur différentiel défini sur un ouvert {\displaystyle U\subset \mathbb {R} ^{n}} est appelé opérateur hypoelliptique si pour toute distribution {\displaystyle u} définie sur un ouvert {\displaystyle V\subset U} telle que {\displaystyle Pu} soit une fonction lisse, {\displaystyle u} est nécessairement une fonction lisse également.
Si on remplace la condition d'être une fonction lisse par être une fonction analytique, on parle d'opérateurs hypoelliptiques analytiques.

## Exemples et contre-exemples
- Tout opérateur elliptique à coefficients {\displaystyle {\mathcal {C}}^{\infty }} est hypoelliptique. En particulier, le laplacien {\displaystyle \Delta }, qui est elliptique, est hypoelliptique (c'est même un opérateur hypoelliptique analytique).
- L'opérateur de la chaleur {\displaystyle \partial _{t}-\Delta } (associé à l'équation de la chaleur) est hypoelliptique (mais pas elliptique).
- L'opérateur d'alembertien {\displaystyle \partial _{tt}^{2}-\Delta } (associé à l'équation des ondes) n'est pas hypoelliptique.